# Kelkkapiteel
Het kelkkapiteel is de bekroning van een zuil of pilaster waarbij de hoofdvorm afgeleid is van een kelk. Het is afgeleid van de kapitelen van de Korinthische orde en de Composiete orde. Bovenaan heeft de kelk een brede vorm die daaronder direct inzwenkt tot een smalle slanke vorm. Deze ingebogen kelkvorm kan onbekleed zijn of juist voorzien van bijvoorbeeld bladwerk en figuren. Dan wordt het een bladwerk- of iconisch kapiteel genoemd.
Het kelkkapiteel lijkt een eenvoudig herkenbare vorm te hebben, maar zit vaak verborgen in kapiteelvormen die de kelk enigszins verhullen. In de romaanse architectuur komt deze vorm reeds voor, maar lijkt vrij zeldzaam. Door de beklede varianten is de kelkvorm minder zichtbaar, maar als de uitkrullende bladeren van het romaanse of gotische bladwerkkapiteel weggelaten worden blijft de kelk over. Behalve bladeren kunnen ook onder meer monsters of Bijbelse figuren het ranke lijf van de kelk verhullen. In de middeleeuwen is het kelkkapiteel een veel toegepaste kapiteelvorm.
Een vorm van het kelkkapiteel is het bladkelkkapiteel. Het teerlingkapiteel is, wat de hoofdvorm aangaat, een tegengestelde variant.